# Kangerluarsorujuk
Kangerluarsorujuk (o Kangerdluarssorujuk) (a circa ) è un villaggio della Groenlandia di 3 abitanti (morti). Appartiene al comune di Kujalleq.